# Illegio
Illegio (furlanisch Dieç) ist eine Fraktion der italienischen Gemeinde (comune) Tolmezzo in der Region Friaul-Julisch Venetien.

## Geographie
Das Bergdorf liegt auf einem Plateau in den Karnischen Alpen auf einer Höhe von 570 m s.l.m., etwa sieben Kilometer von Tolmezzo entfernt. Es ist über  eine steile Straße, die  in die Felshänge des Monte Amariana gehauen wurde, erreichbar.  In dem Becken, das von den umgebenden Bergkämmen geschützte ist,  so dass es vom Aber-Tal aus nicht zu sehen ist, liegen Acker- und Weideflächen. Es war Zufluchtsgebiet mit archäologischen Zeugnissen. Im Ort ist eine Wassermühle.

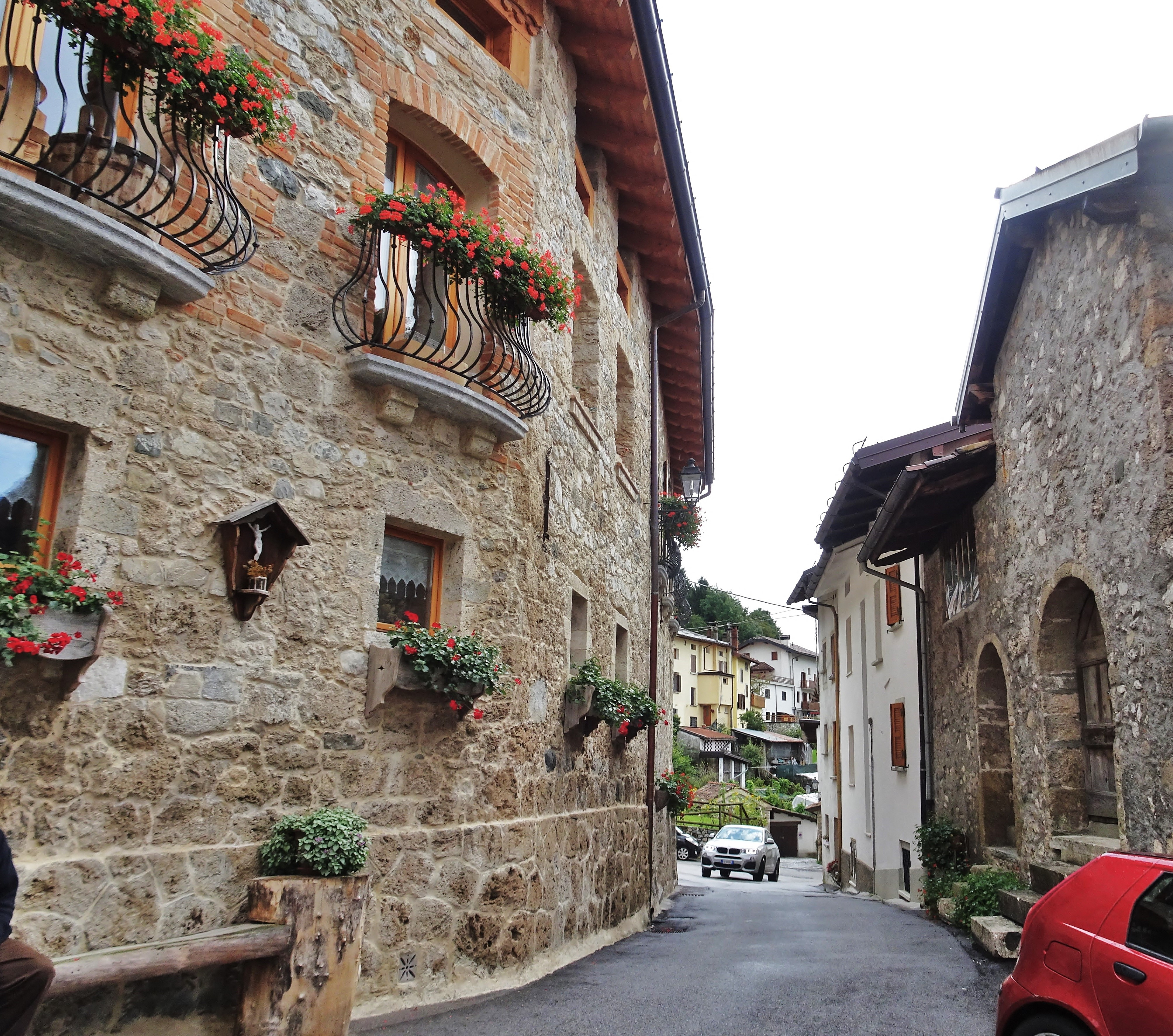
Straße in Illegio
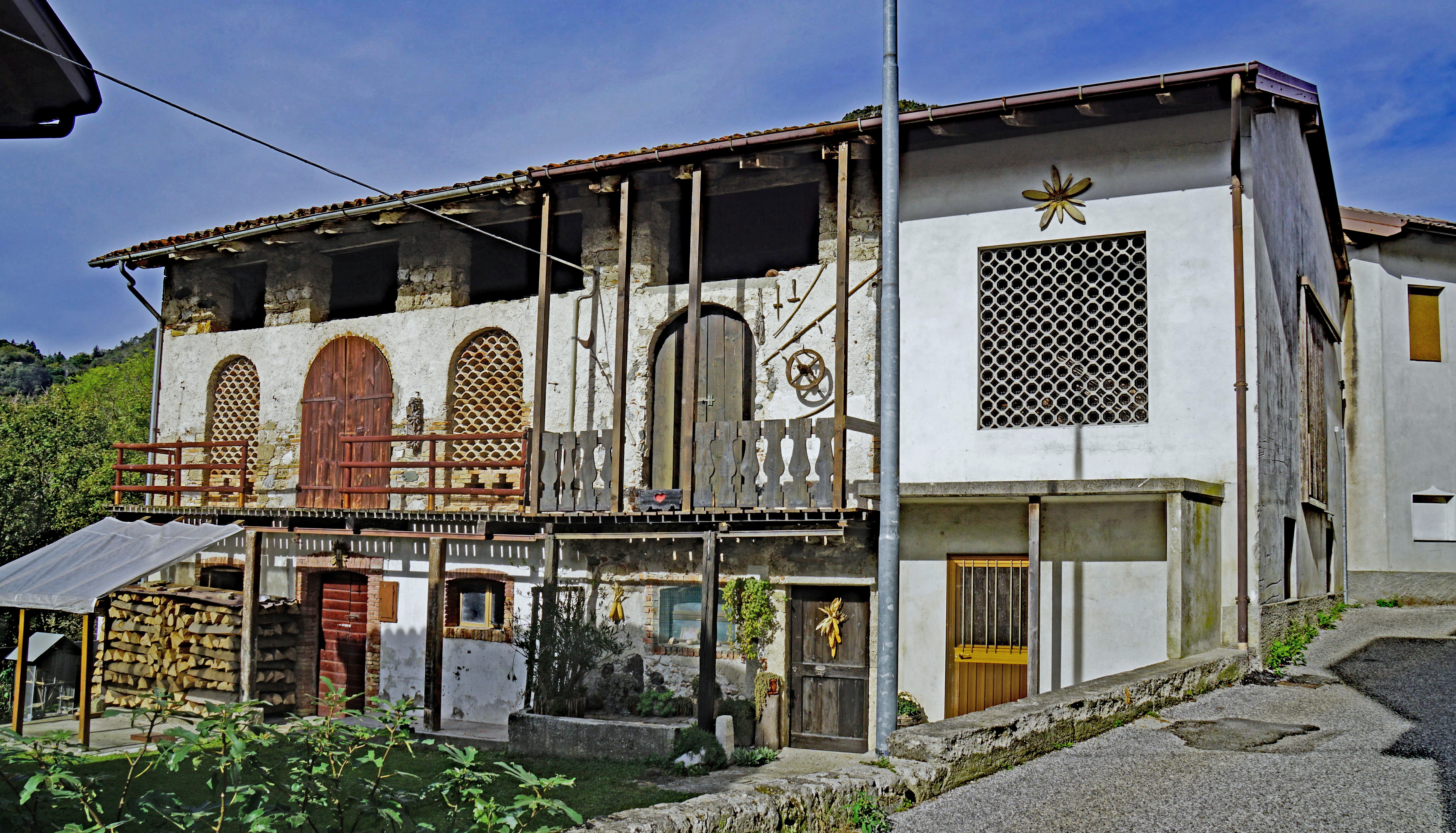
Stadel im Ort
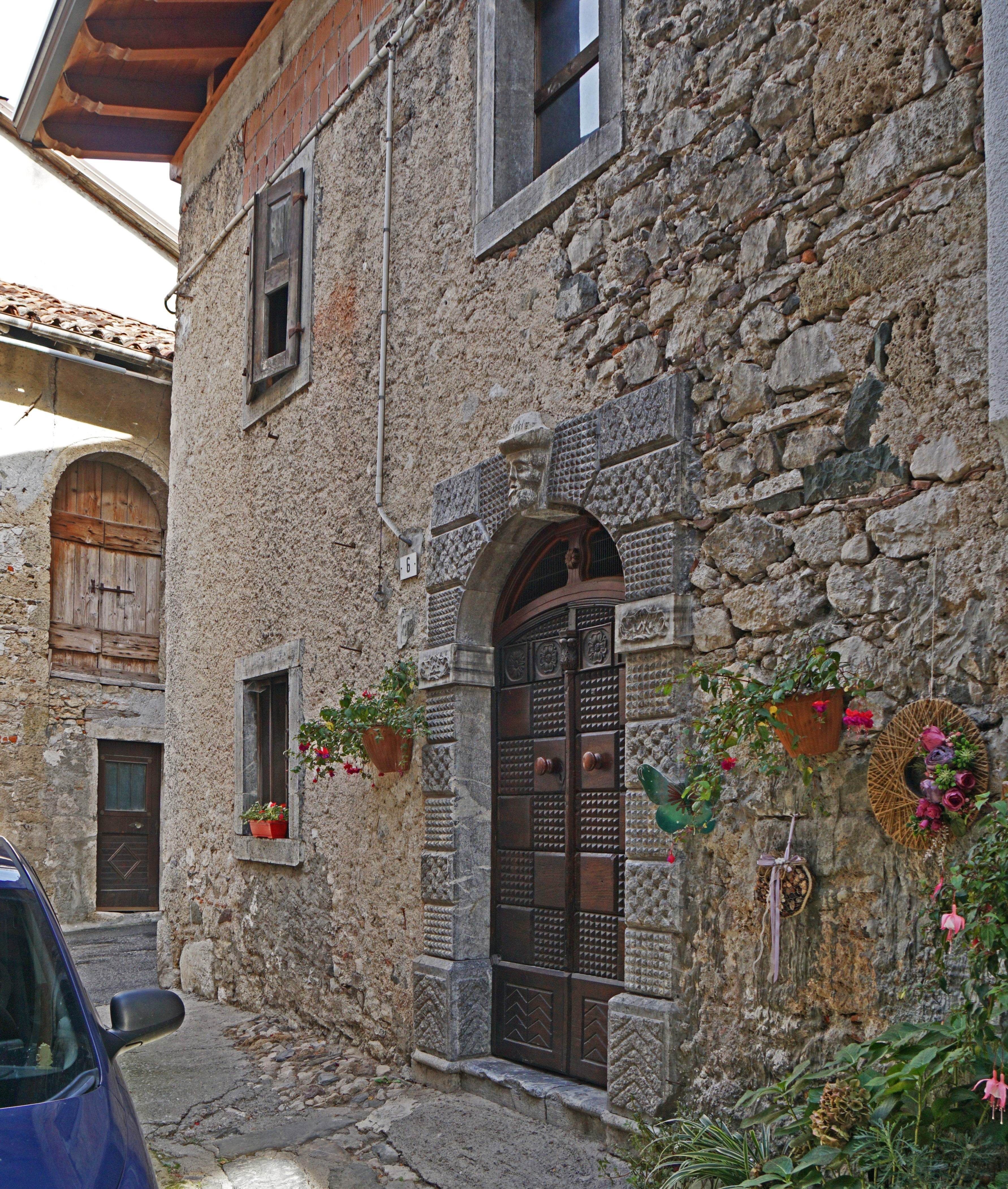
Fassade mit Portal von 1861
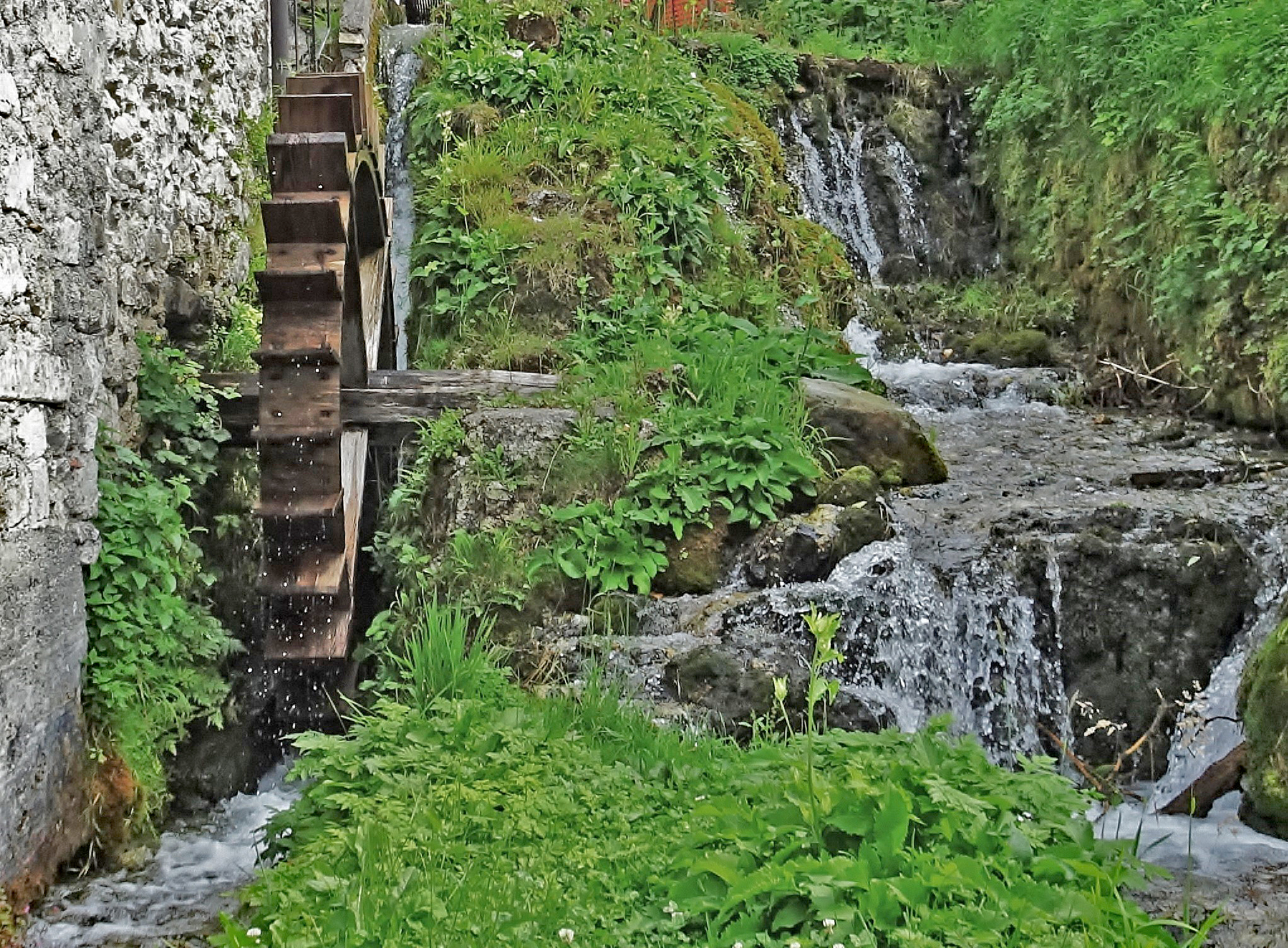
Mühlrad der Wassermühle

## Kultur, Sehenswürdigkeiten
- Die spätbarocke Kirche der Bekehrung des Hl. Paulus, *Chiesa della Conversione di San Paolo stammt aus dem 18. Jahrhundert und wurde wie der Dom von Tolmezzo von Domenico Schiavi erbaut. Das Deckenfresko zeigt die Bekehrung des Apostels Paulus.
- Die Kirche Hl. Florian, Pieve di San Floriano,..  Ihr Ursprung liegt im 9. Jahrhundert. Die Kirche ist vom Ort nur auf einem Fußweg zu erreichen (30–45 Minuten).
- Denkmal für die Toten der beiden Weltkriege

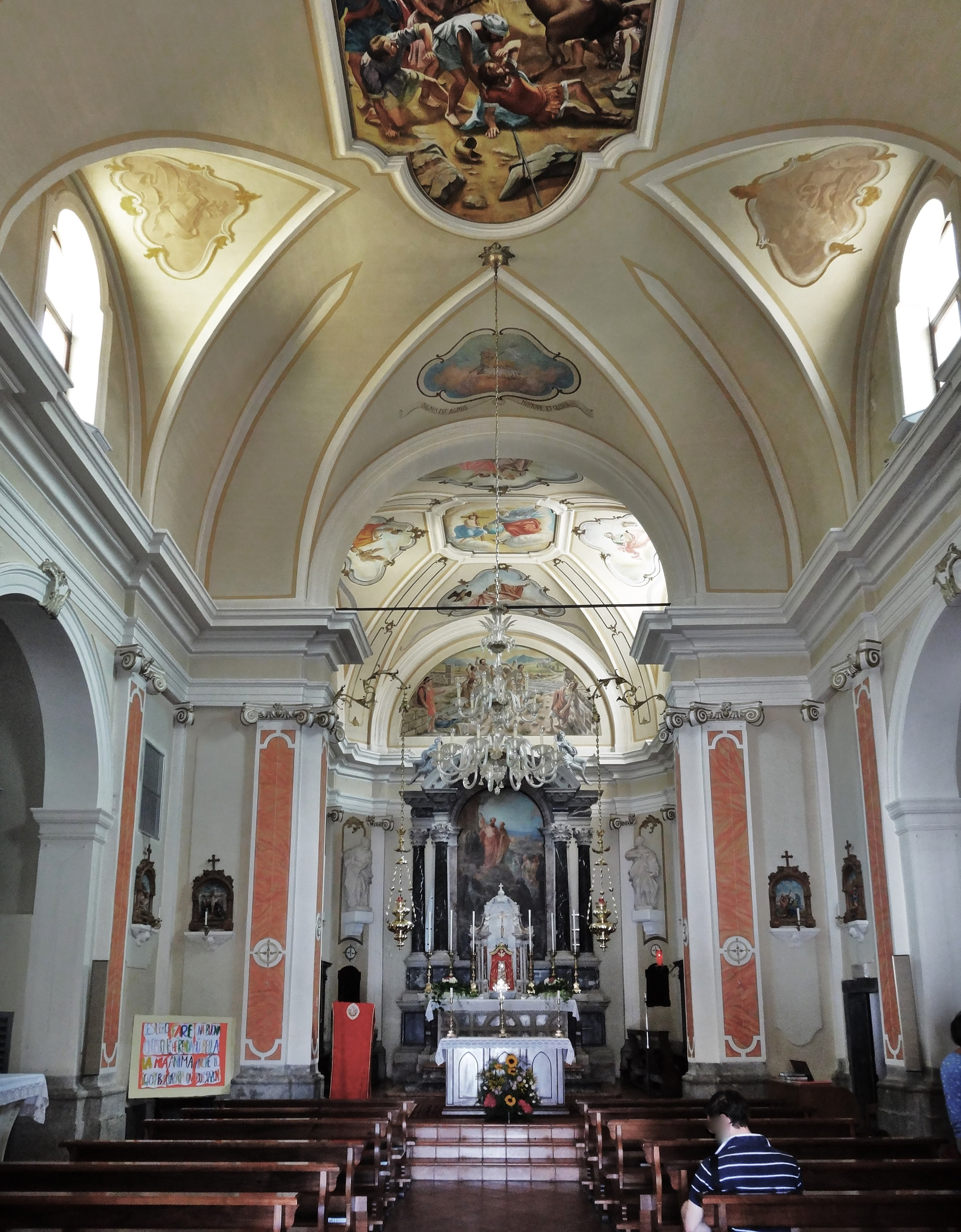
Innenansicht der Kirche der Bekehrung des Hl. Paulus
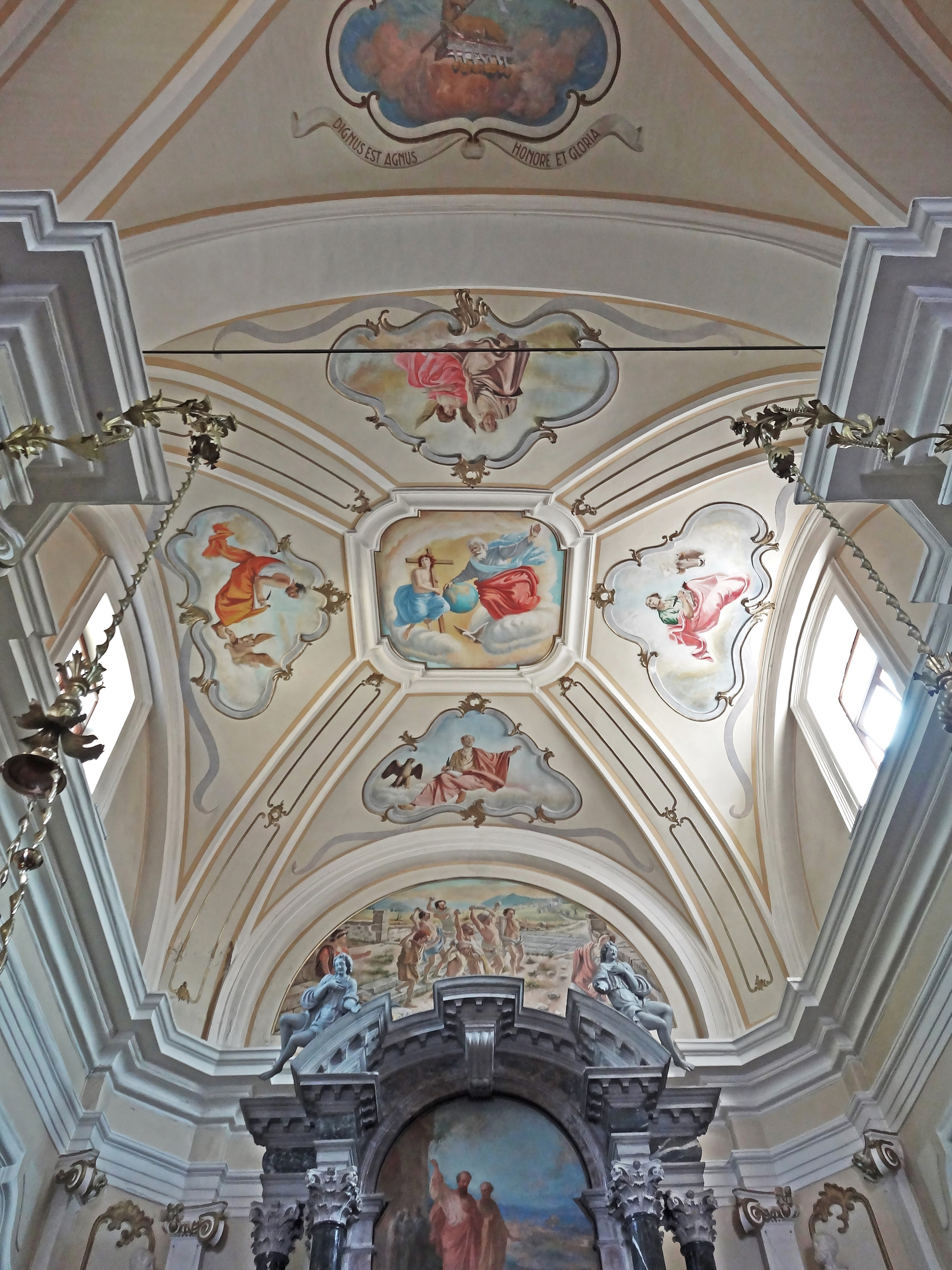
Blick in die Kuppel des Chores
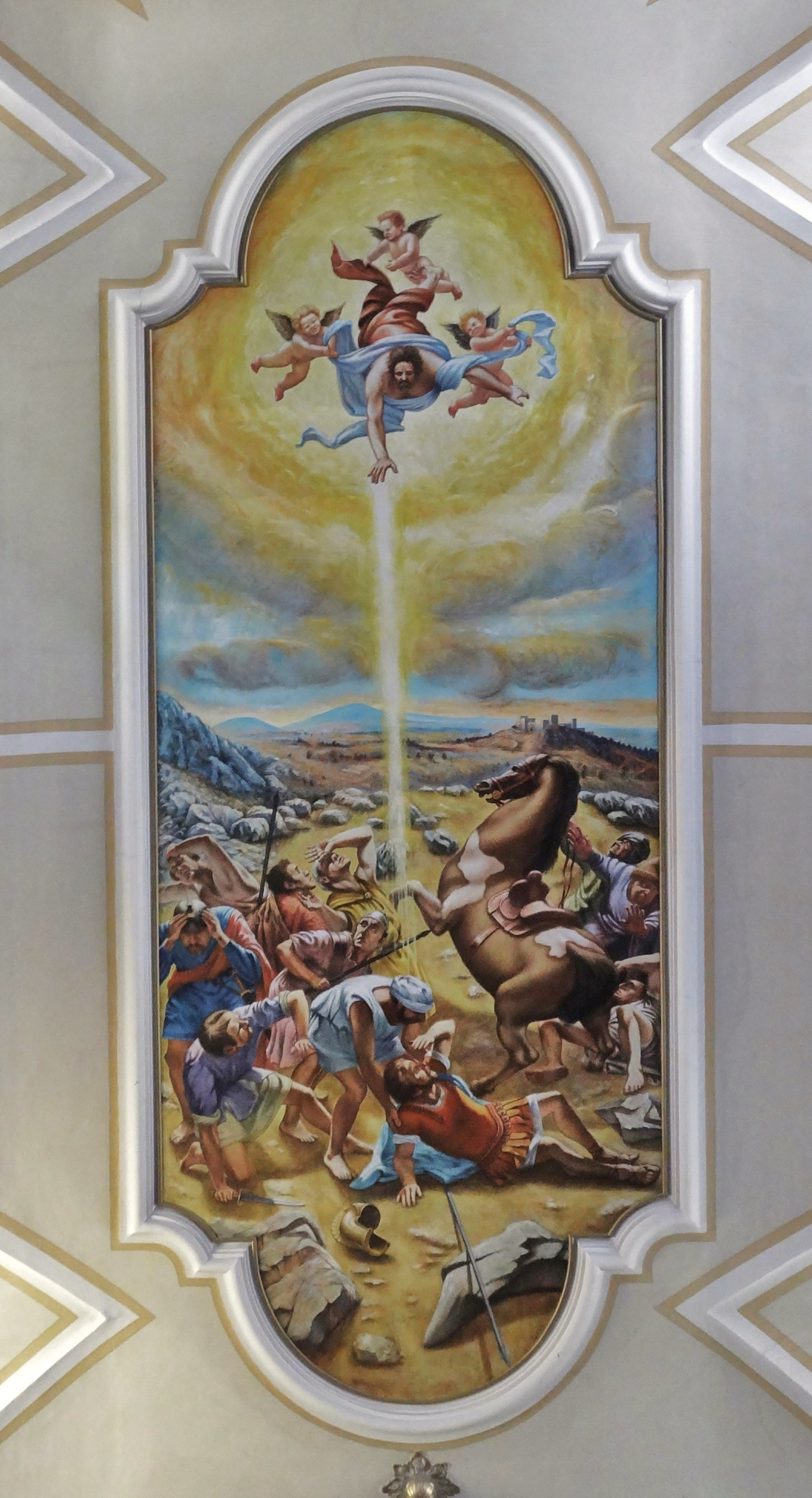
Das Deckenfresko
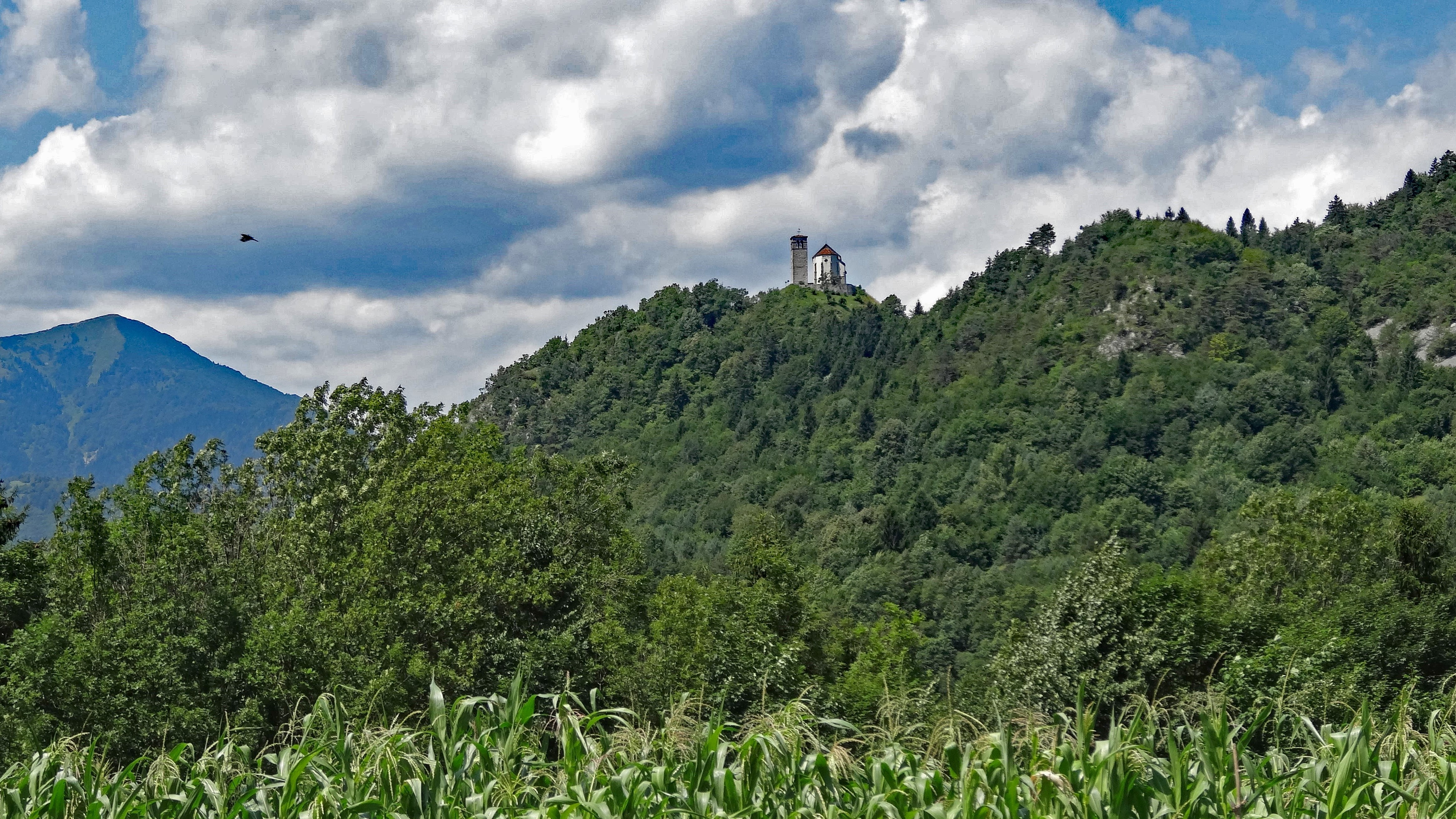
S. Floriano, Panorama
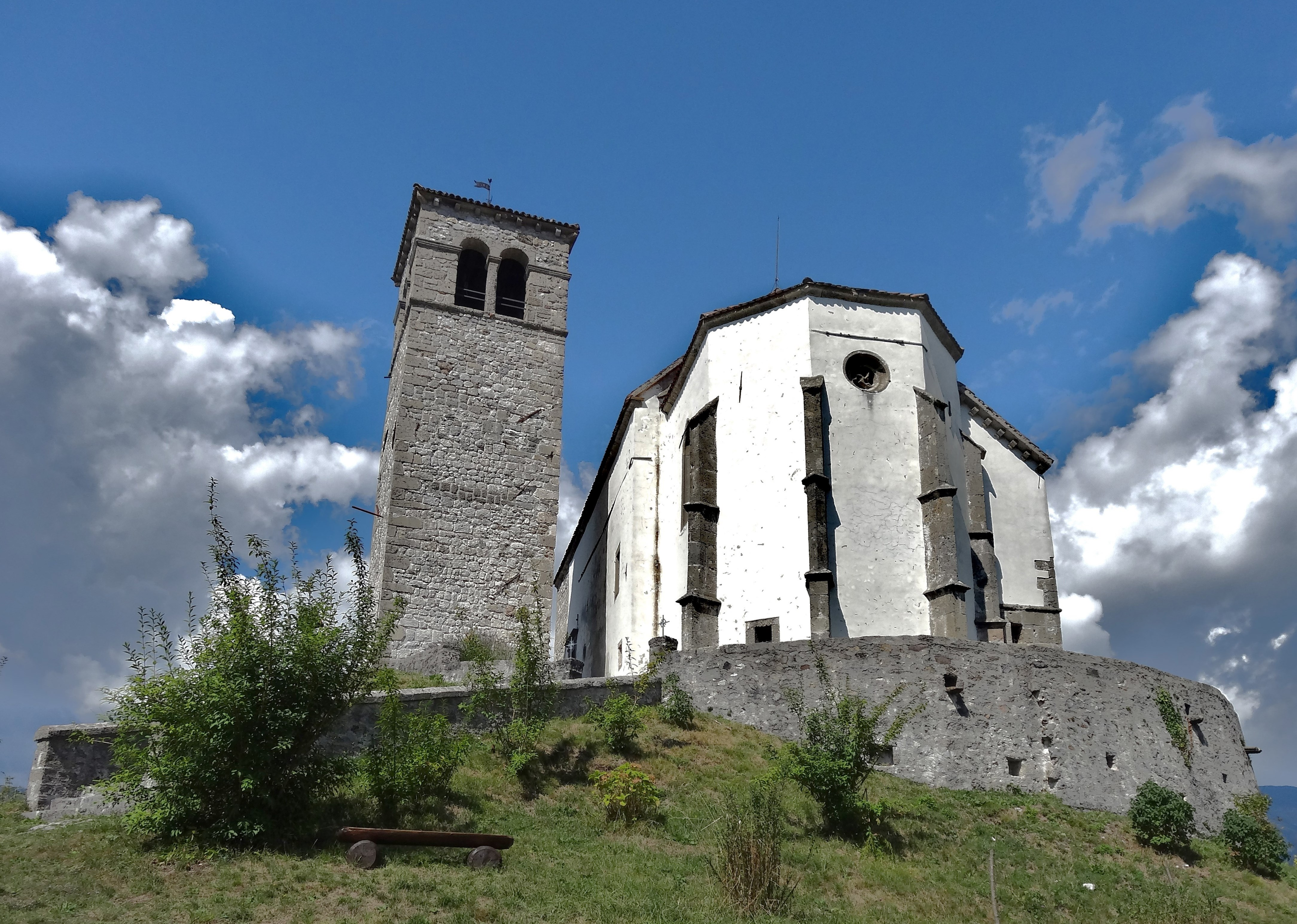
Die Kirche S. Floriano
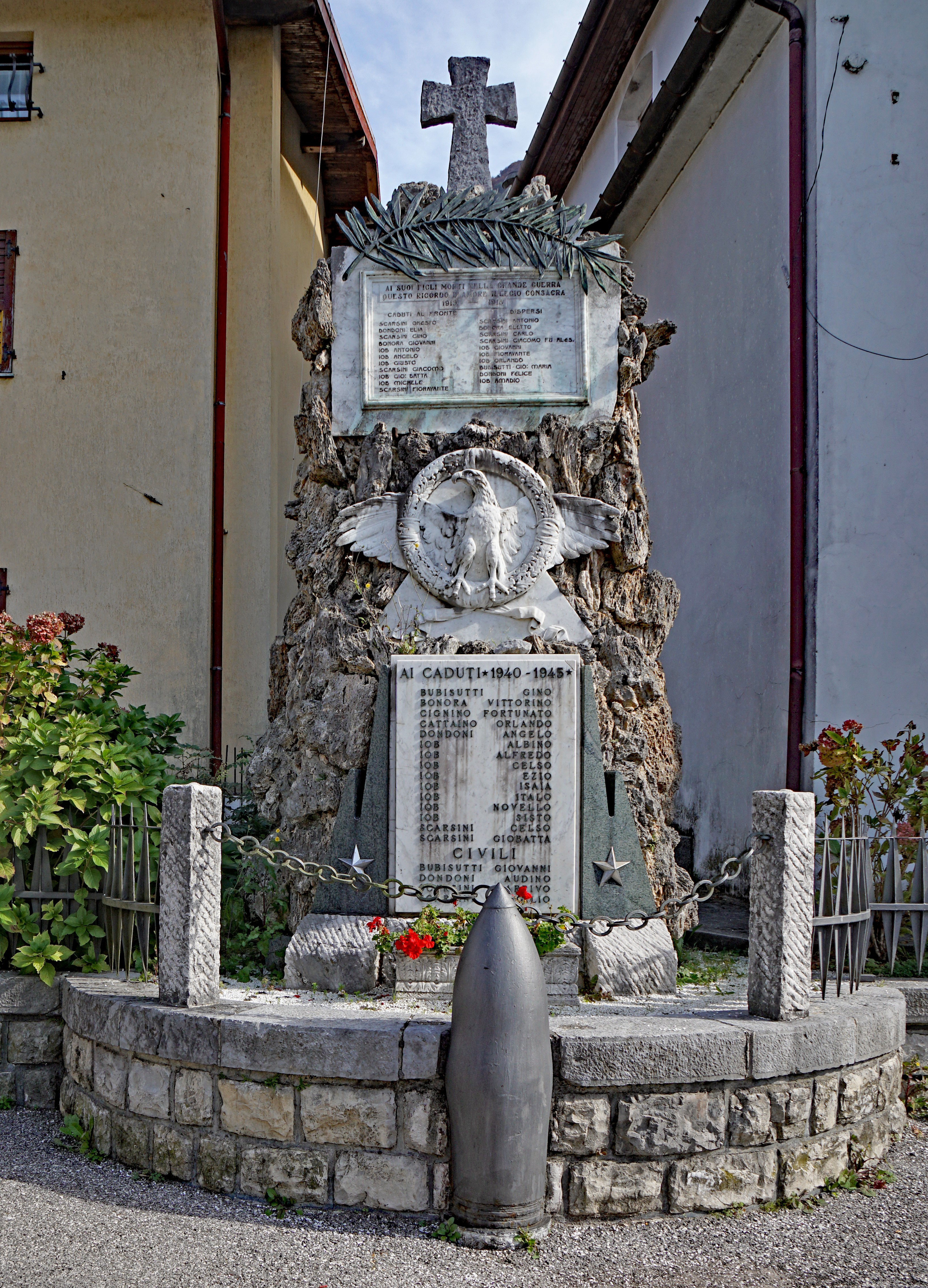
Denkmal für die Toten der beiden Weltkriege

- Die Casa delle Esposizioni, das Haus der Ausstellungen. Hier finden seit 2002 jährlich Ausstellungen der bildenden Kunst mit christlich religiösem Bezug statt. Ausstellungen: 2013 Il Cammino di Pietro; 2015 L’Ultima Creatura, L’Idea Divina del Femminile; 2016 OLTRE. In viaggio con cercatori, fuggitivi, pellegrini; 2017 Amanti; Passioni umane e divine; 2018 Padri e figli; 2019 Maestri; 2021 Cambiare; 2022 La bellezza della ragione; 2023 Carne – La Materia dello Spirito.

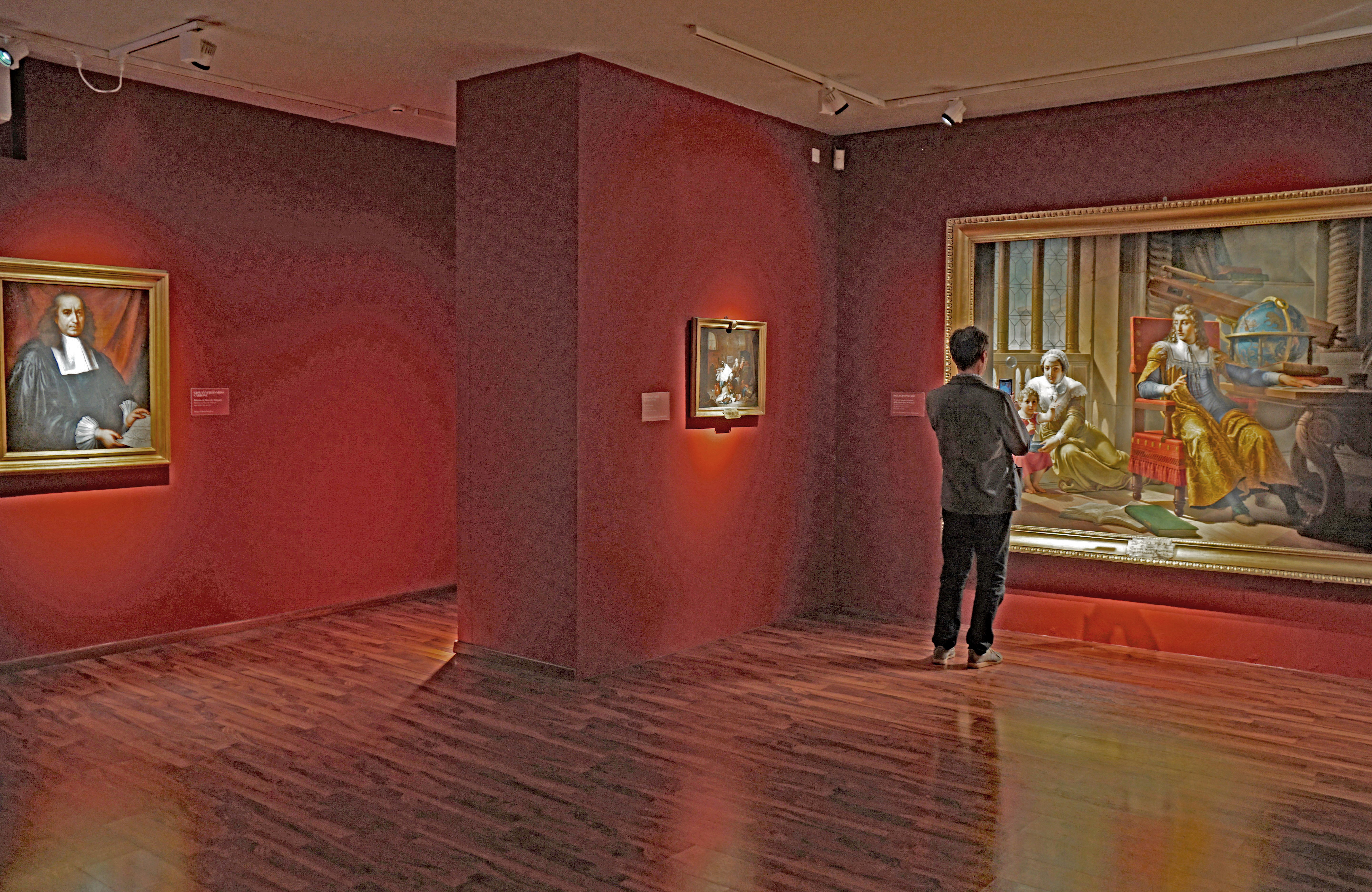
Casa delle Esposizioni, Innenansicht
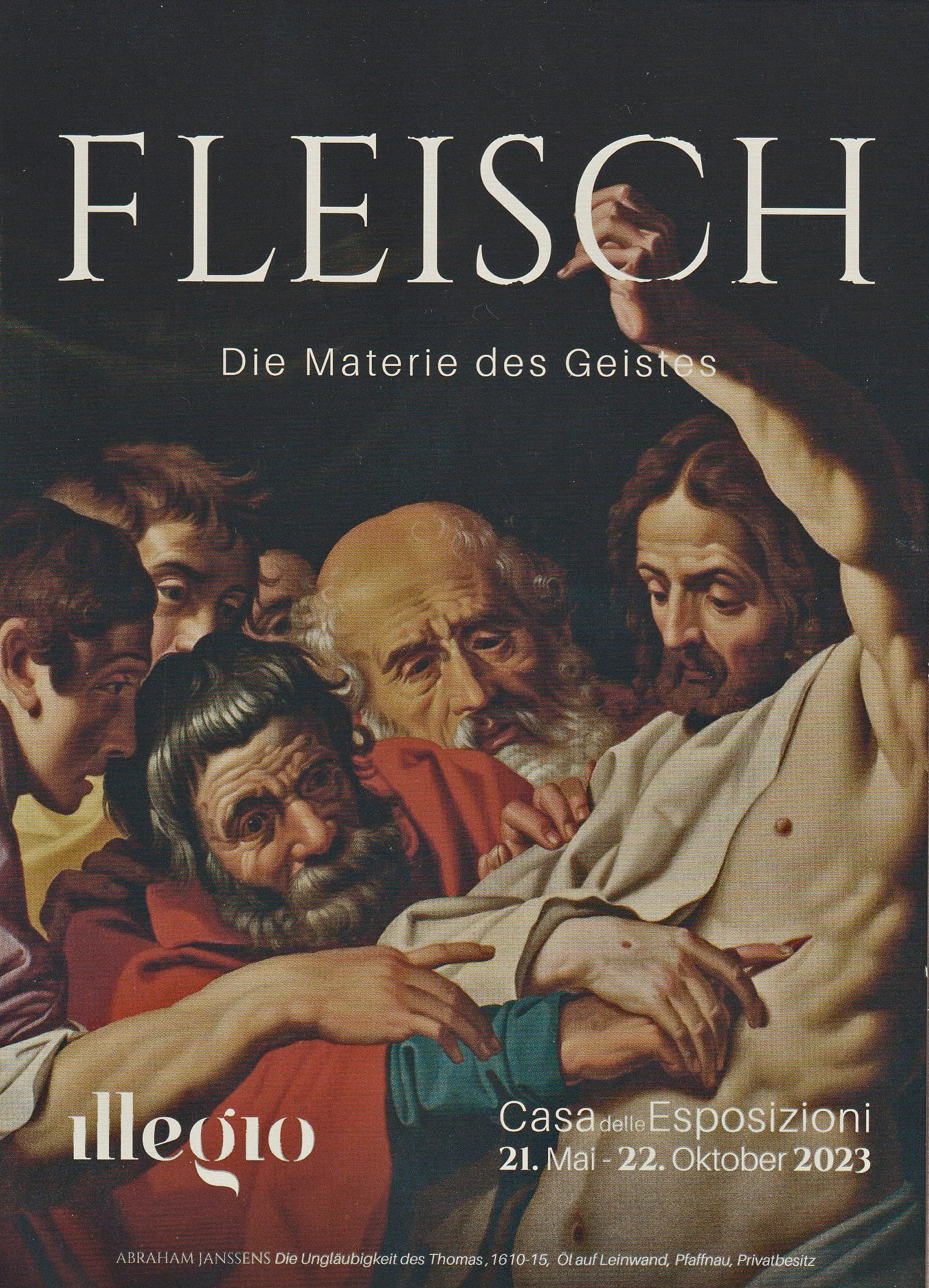
Prospekt der Ausstellung 2023